# Іванченко Петро Михайлович
Іванченко Петро Михайлович (нар. 23 вересня 1908 с. Андріяшівка, Україна — † 28 квітня 1997, Полонне, Україна) — художник-технолог Полонського порцелянового заводу, засновник музею виробів полонської порцеляни, брат художника Павла Іванченка (1898—1990).

## Дитинство та навчання
Петро Михайлович Іванченко народився 23 вересня 1908 року в селі Андріяшівка, Лохвицького повіту, Полтавської губернії (нині Сумська область) в дрібношляхетській родині станових козаків-землевласників Михайла та Феодори Іванченків. Із шести дітей родини Іванченків лише двоє Павло та Петро. Обидва проявляли здібності до творчості та гончарної справи. Петро закінчив Андрияшівську початкову школу, навчався малювання у місцевого маляра, а потім з 1924 року в професійній школі міста Глинське, що знаходиться недалеко від рідного села. Крім технологічних предметів у профшколі вивчали малюнок, ліплення, історію мистецтв, природознавство.
В 1928 році Петро, отримавши атестат техніка-технолога керамічної промисловості, поступив на навчання у Межигірський художньо-керамічний технікум, який через рік був реорганізований в художньо-керамічний інститут, але провчився лише до початку третього курсу, так як інститут у 1931 році перевели в Київ і перейменували в Український інститут силікатів. Зміна профілю навчання у цьому навчальному закладі змусило Петра Михайловича поїхати в Одесу і вступити на вечірні курси в Одеський художній інститут на факультет художньої кераміки (в даний час Одеське художньо-театральне училище ім. М. Б. Грекова). Ввечері навчався в художньому інституті, а вдень працював, спочатку лаборантом-теплотехніком в дослідному інституті будматеріалів, а через два роки — лаборантом в художньому інституті. У 1935 році отримав диплом художника-скульптора керамічної промисловості. Так як останні два роки проходив виробничу практику на Полонському порцеляновому заводі, то і місцем призначення на роботу вибрав цей завод.

## Праця на Полонському порцеляновому заводі
Після закінчення інституту у 1935 році влаштовується на Полонський порцеляновий завод де працює на посаді художника. У 1936 році на завод приїздить і його дружина Моїсеєва Антоніна Олексіївна (Ковель, 4 серпня 1909 — Полонне, 18 травня 1981), також випускниця Одеського художнього інституту. П. М. Іванченко починає активно працювати та виконувати нові зразки порцелянових виробів. В газетах і журналах 1937 року з'явилися статті про молодого та перспективного кераміста Петра Іванченко, а фото з двох його ваз було розміщено у відривному календарі за 1939 рік. В цей же час в художній гончарної лабораторії Києва на базі міського художнього музею проводив творчі експерименти його брат Павло, в результаті чого в друкованих виданнях почали плутати факти з життя і творчості братів Іванченків. В кінці 1930-х років художник постійно посилає на республіканські виставки свої вази з портретами політичних діячів, письменників, перших Героїв Радянського Союзу. Тихе, мирне життя обриває війна і 12 Липня 1941 року Петро Михайлович Іванченко йде на фронт. Пройшовши всю війну, з двома пораненнями і ще більшою жагою до життя і творчої праці, Петро Іванченко повернувся в Полонне. За бойові заслуги на фронтах Другої світової війни, нагороджений двома орденами «Червоної Зірки», медаллю «За бойові заслуги», медаллю «За перемогу над Німеччиною у Великій Вітчизняній війні 1941—1945 рр.»". З 1 грудня 1945 року Петро Іванченко — знову головний художник цеху художнього оформлення на Полонському порцеляновому заводі. Після ВВВ створює сервізи «Полонський — 1» і «Полонський — 2», а також окремі вироби, успішно впроваджені у виробництво.1947-м роком датована одна з перших повоєнних монументальних ваз Петра Іванченко, яка зберігається в музеї заводу. Вона присвячена перемозі Радянського Союзу над нацистською Німеччиною. Форма вази «Перемога» створена в класичному стилі, складається з 5-ти частин і досягає висоти 183 см. Ця надскладна робота виконана завдяки доброму знанню художником технології порцеляни. В оформленні вази з портретом Сталіна та медаллю "За перемогу над Німеччиною у Великій Вітчизняній війні 1941— на лицьовій стороні, використані сюжети батальних сцен років війни. Загальний фон вази вишневого кольору, прикрашена стилізованим рослинним орнаментом і зображенням Георгіївської стрічки. В декорі, а також в обробці великих фігурних декоративних ручок використано багато позолоти, яка надає виробу урочистого звучання. Багато виробів Петра Іванченка післявоєнних років зберігаються у музеях Києва, Канева, Вінниці, Полонного та інших.
З січня 1950 по березень 1953 року Петро Іванченко — головний художник заводу. Під його безпосереднім керівництвом була сформована бригада художників, що з роками стала основою колективу художньої лабораторії заводу, який з 1953 року очолила випускниця Одеського художнього училища М. О. Осипова. З 20 березня 1953 року Петра Іванченко призначено на посаду головного інженера. Директором заводу був С. С. Сазонов. Тісна співпраця художників і технологів, яким керував Петро Іванченко, забезпечило значне підвищення якості та художнього рівня виробів Полонського порцелянового заводу. Покращився і розширився асортимент. Крім чайних та кавових сервізів, з'явилися різноманітні набори, шкатулки, вази, цукерниці, а також, анімалістична та жанрова скульптура. Фахівці технологічної лабораторії освоїли випуск тонкостінного посуду. Авторами нових форм і малюнків порцелянових виробів стали художники: В. Н. Горолюк, А. О. Мойсеєва, В. І. Овчаренко, І. Ф. Щербицька (Голембієвська), К. І. Гапонюк (Кравченко), Т. С. Потравна (Герасименко).

## На посаді директора заводу
З 23 грудня 1963 року П. Іванченко вже на посаді директора. Під його керівництвом з 1964 по 1971 рік проводиться капітальна реконструкція заводу і переклад підприємства переважно на випуск дешевих виробів, виготовлених механізованим способом. На місці старих пристосованих приміщень виросли нові, більш сучасні і світлі корпуси з сучасним обладнанням. Полонський порцеляновий завод став одним з найбільших виробників чайно-кавового асортименту на території Радянського Союзу. Подвижницька діяльність Петра Іванченко була відзначена високими урядовими нагородами: орденами Жовтневої революції, Дружби народів, Знак Пошани, званням «Заслужений працівник легкої промисловості УРСР».
Коли завод був зведений, Петро Іванченко як людина, яка втілила свою мрію в життя, створивши підприємство високого рівня, з 27 лютого 1972 року перейшов на творчу роботу, звільнившись від посади директора. Всі ідеї та задуми, які повинен був довгі роки тримати в голові, плекаючи надію на затишну творчість, знову почав реалізовувати. Роками зібрана колекція зразків порцелянових виробів, нарешті, з 1972 року розміщується в новому просторому приміщенні музею в будівлі адміністративного корпусу. В 1974—1975 роках П. Іванченко повертається до теми перемоги у Другій світовій війні, і до її 30-річного ювілею, виготовляє ряд окремих творів, які разом з вазою «Перемога» (саме тоді в оздобленні цієї вази з'являється позолота) складають унікальний ансамбль: скульптурну групу «Вишивальниці», шість тематичних тарелей, дві вази і три рельєфних пласта, один з яких відтворює орден Перемоги.
Творчості російського письменника П. П. Бажова присвячено три скульптури, дві з них «Господиня Мідної гори» і «Данило-майстер», що з'явилися в 1976 році, і ваза «Господиня Мідної гори» — виготовлена в 1979 році. Скульптурна група «Слухаючи кобзаря», складається з трьох фігур: «Кобзар», «Кармелюк», «Солдат», в 1976 році стала експонатом музею Полонського порцелянового заводу, а з 2013 р. знаходиться у експозиції полонського фарфору в історичному музеї Полонного.
У 1979 році П. Іванченко відгукується на святкування 325-річчя союзу України з Росією, створивши дві великі яскраві вази-куманці «Переяславська рада» і «325-річчя союзу України з Росією».
Наступною складною багатопредметної композицією стала робота, яка присвячена 1500-річчю Києва. Домінантою ансамблю стали чотири скульптурні фігури, що уособлюють засновників Києва Кия, Щека, Хорива і Либеді. На п'яти вазах відтворені історичні місця столиці України. З 1960-х років П. Іванченко також долучається і до створення керамічних панно, якими прикрашені фасади заводських будівель, міста Полонного, Будинку культури Новополонного, інтер'єрів місцевих медичних установ. Найбільш значущим є ансамбль-меморіал на місцевій площі Слави, де він виступає і в ролі архітектора. Петро Іванченко був удостоєний звання почесного громадянина міста Полонного. Ветеран праці Петро Іванченко, загальний виробничий стаж якого дорівнював 62 років, до останнього дня ходив на роботу. Його життя і творчість назавжди пов'язана з історією Полонського порцелянового заводу…
Помер Петро Михайлович Іванченко 28 квітня 1997 року у віці 88 років. Похований у місті Полонному на міському кладовищі.

## Основні роботи П.М.Іванченка

### Сервізи чайні
- «Полонський — 1», 1950 р.
- «Полонський — 2», 1946—1951 р.,

### Вази
- «Чкалову», 1937 р.
- «20 років СРСР», 1937 р.
- «Вожді. Ленін, Сталін», 1938 р.;
- "До 100-річчя смерті Пушкіна ", 1937 р.
- «Перемога», з портретом Сталіна, 1947—1973 рр.
- «Щорса», 1950 р.;
- «Будівництво ГЕС», 1951 р.
- «І засуху переможемо», початок 1950-х рр.
- «До 100-річчя з дня смерті М.Гоголя», 1952 р.
- «Сталін», 1952 р.
- «Н.Островський», 1956
- «100 років Леніну», 1970 р.
- «250 років Р. Сковороді», 1972 р.,-51 см.
- «Три слов'янських республіки», 1972 р.
- «50-річчя СРСР», з портретом Леніна, 1972 р.
- «50-річчя СРСР», з гербом України, 1972 р.
- «Дружба народів», 1974 р.
- «30 років Перемоги», 1975 р.
- «325 років союзу України з Росією», 1979.
- «Переяславська рада», 1979 р.
- «Мідної гори Хазяйка», 1979 р.
- "Олімпіада — 80. Москва, 1980 р.
- Група ваз, присвячених 1500-річчя міста Києва, 1982 р.
- «40 років Перемоги», 1985 р.
- «70 років СРСР», 1987 р.,

### Скульптури
- «Пушкін», бюст, 1937 р.
- «Орджонікідзе», бюст, 1937 р.
- «Хоровод», 1940-ві рр.
- «Батьківщина-мати», 1972 р.[джерело?]
- «Росія і Україна», 1972 р.
- «Господиня Мідної гори. Ящірка», 1974 р.
- «Килим Перемоги. Вишивальниці», 1974 р.
- «Данило — майстер», 1976 р.
- «Мідної гори Хазяйка», 1976 р.
- «Садко», 1970-і рр.
- «Кобзар», 1976 р.
- «Солдат», 1976 р.
- «Кармелюк», 1976 р.
- «Скульптурна композиція до 1500-річчя Києва», 1982 р.

### Декоративні тарілки і тарелі
- «Мікеланджело», 1934 р.
- «І. Я. Франко», 1946 р.
- «М. В. Гоголь», «Тарас Бульба», 1947 р.
- «100-річчя Леніна», 1970 р. Д-30 см
- Комплект з 15 тарелей до 50-річчя СРСР, «Республіки СРСР», 1972 р.
- Комплект тарелей до 30-річчя Перемоги, 1975 р.
- «Урожай», 1975 р.
- «Царівна-лебідь», 1976 р.
- «Партизани», 1978 р.
- «Пушкін О. С.», середина 1980-х рр.
- «Л. Толстой», середина 1980-х рр.
- «Г.Сковорода», середина 1980-х рр.
- «Перший космонавт Юрій Гагарін», кінець 1980-х рр.

## Нагороди

### Ордена
- орден «Жовтневої Революції»
- орден «Дружби народів»
- орден «Знак пошани»
- орден «Червоної Зірки»
- орден «Вітчизняної війни 2 ступеня»

### Медалі
- Медаль " За бойові заслуги "
- Медаль «За перемогу над Німеччиною у Великій Вітчизняній війні 1941—1945 рр.»
- Медаль «За взяття Кенігсберга»
- Медаль «Двадцять років перемоги у Великій Вітчизняній війні 1941—1945 рр.»
- Медаль «Тридцять років перемоги у Великій Вітчизняній війні 1941—1945 рр.»
- Медаль «Сорок років перемоги у Великій Вітчизняній війні 1941—1945 рр.»
- Ювілейна медаль «50 років Перемоги у Великій Вітчизняній війні 1941—1945 рр.»
- Медаль Жукова
- Медаль «30 років Радянській Армії та Флоту»
- Медаль «40 років Збройних Сил СРСР»
- Медаль «50 років Збройних Сил СРСР»
- Медаль «60 років Збройних Сил СРСР»
- Медаль «70 років Збройних Сил СРСР»
- Медаль «За доблесну працю (За військову доблесть). В ознаменування 100-річчя з дня народження Володимира Ілліча Леніна»
- медаль «Ветеран праці»

### Знаки
- знак «Заслужений працівник легкої промисловості СРСР»
- знак «25 років перемоги у ВВВ»
- знак «Переможець соціалістичного змагання 1974 року»

### Звання
- Заслужений працівник легкої промисловості СРСР
- Почесний громадянин міста Полонного